# Henning Gustav Ritter

Gustav Ritter em sua casa em Goiânia, em 1979.

Henning Gustav Ritter (1904-1979) foi um arquiteto e artista plástico alemão naturalizado brasileiro. Ritter mudou-se para o Brasil em 1936. Naturalizou-se brasileiro em 1947, em Belo Horizonte, e a partir de 1949 radicou-se definitivamente em Goiânia, onde teria grande influência no cenário artístico local.

## Formação
Gustav Ritter realizou sua formação na Alemanha no período entre guerras, durante os anos 20 e 30 do século XX. Aos 17 anos, iniciou seus estudos na Escola de Artes Livres e Aplicadas de Hamburgo, e esta relação entre artes plásticas e aplicadas seria sempre presente em sua atuação profissional e em suas produção artística futuras.
Nesta época o ensino de arte na Alemanha vivia um momento de rearticulação e renovação sob a influência de debates, propostas e métodos pedagógicos revolucionários. Em 1907, a semente fora plantada pela Deutsche Werkbund. Esta associação de artistas, empresários e comerciantes, fundada em Munique, propôs a interligação entre arte, indústria e artesanato, a união de artes plásticas e aplicadas. Tais ideias de fusão da arte com ofícios e com design contaminaram Walter Gropius (1883-1969), que depois veio a ser o fundador da escola de arte Bauhaus (termo que significa casa da construção) e que funcionou entre 1919 e 1933 com diferentes orientações pedagógicas e localizações geográficas (Weimar, Dessau e Berlim). 
A formação de Ritter na Hansische Hochschule fuer Kunst, no bairro hamburguês de Lerchenfeld, estava embasada num modelo de ligação entre artes aplicadas e plásticas, entre o exercício das técnicas artesanais e o estudo das formas visuais. A formação de Ritter, que se iniciou na área de marcenaria como exigência da própria escola (1921-24), indicia este comprometimento com processos de construção artesanais e com os aspectos aplicados e funcionais da arte. Posteriormente, quando Ritter concluiu em nível superior seus estudos em artes (1929-1932) se aprofundou em arquitetura com o professor Hermann Maetzig (1927-2008) e em escultura com o professor Johann Michael Bossard (1887-1950); ambos personagens relevantes no circuito de Hamburgo e artistas sintonizados com os problemas formulados pelo modernismo alemão e europeu. Na sua formação em marcenaria, escultura e arquitetura ocorre um cruzamento de saberes teóricos e práticos sobre os processos de construção do espaço e das formas tridimensionais, um alinhavo que marca um ponto de contato com os princípios difundidos pela Bauhaus. Quando Adolf Hitler subiu ao poder, a Hansische Hochschule fuer Kunst sofreu duros ataques, teve obras de artistas de vanguarda confiscadas e destruídas pelo aparelho nazista.
Outra evidência de que a linguagem de Ritter sofreu influências de derivação bauhausiana pôde ser vista na sua própria residência, edificada nos anos 50, segundo seu próprio projeto, na Alameda das Rosas, em Goiânia, onde residiria de 1953 até 1979. Lá ocorria a possibilidade de ver como se integravam à obra construída por Ritter em mobiliário, escultura e arquitetura e como em conjunto essas obras refletiam as preocupações conceituais e formais da linguagem formada pela escola alemã. Ritter era um artista que dominava o espaço tridimensional como matéria plástica, independente da categoria em que operasse.

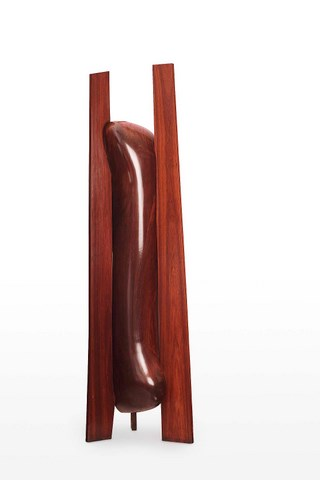
Tronco entre sarrafos. Pau-brasil. Acervo do Museu de Arte Contemporânea, Goiânia

## Gustav Ritter em Goiás
Gustav Ritter chegou a Goiânia em 1949 para lecionar desenho de mobiliário na Escola Técnica Federal de Goiás (atual Instituto Federal de Educação, Ciência e Tecnologia), que há pouco havia sido inaugurada. Lá conheceu o professor Luiz Curado (1919-1996), que poucos anos depois o apresentou ao artista italiano e frei dominicano, Nazareno Confaloni (1917-1977). Curado percebeu nos dois artistas europeus seus aliados para a efetivação do projeto de fundar em Goiânia uma escola de arte de nível superior. O projeto se concretizaria em 1952, com a fundação da Escola Goiana de Belas Artes (EGBA, que em 1972 daria origem à Faculdade de Arquitetura da Pontifícia Universidade Católica de Goiás).
Somente a partir de 1953, com a inauguração da EGBA e com a atuação de artistas de orientação modernista como Ritter e Confaloni (formado na Itália sob influência do Novecento), é que o processo artístico em Goiás começou a se estruturar de fato, e esse início aconteceu em torno de uma inteligência plástica moderna, que era então necessária para dialogar com a arquitetura modernista Art Déco implantada nos primeiros edifícios da nova cidade – que nesse momento vivia nova fase de desenvolvimento e de grande expansão, confirmando sua vocação para liderar o processo de modernização do Estado. 
A intensa participação de Ritter e de Confaloni na Exposição Nacional de Artes Plásticas, organizada em 1954 em conformidade com o tema da “preservação da característica nacional” aproximou-os das reflexões do modernismo brasileiro. Ainda que Ritter já residisse no Brasil desde 1936, e já tivesse tomado conhecimento das questões do modernismo brasileiro em seu contato com o arquiteto, pintor e paisagista Roberto Burle Marx (1909-1994), esta mostra permitiu a ele (e também a Confaloni) colocar seu olhar europeu em proximidade com áreas distintas da arte produzida no Brasil e em Goiás.

## Abstração
Em meados dos anos 60, Gustav Ritter passou a pesquisar caminhos que o levariam à produção de uma série de esculturas abstratas de grande presença plástica e intensidade poética. Sua produção abstrata foi elaborada, sobretudo, após a inauguração de Brasília, quando a extremidade do projeto urbanístico e arquitetônico moderno se configurou como realidade no território goiano. Ritter foi o primeiro artista a compreender o impacto da estética avançada da nova capital, e a perceber que a produção artística goiana, a partir daquele momento, poderia almejar novas pesquisas.
A partir de meados de 60 até o ano de sua morte, Ritter trabalhou na construção de esculturas abstratas. Sua experiência com marcenaria facilitou a solução de problemas técnicos. As madeiras brasileiras, recuperadas nos refugos das serrarias, foram transformadas com engenho e afeto pelas mãos do escultor. 
A abstração de Ritter, ainda que calcada em mínimos elementos geométricos, manifestava aspectos orgânicos, acentos biomórficos, que revelavam a substância do vegetal outrora vivente e manifestavam uma voz totêmica que provinha da natureza bruta do sertão. O olhar de Ritter esteve empenhado em formular uma síntese entre cultura e natureza, na qual o corpo orgânico da escultura ganhou proeminência.
Durante os três anos que antecederam sua morte, no período de 1975 a 1977, Ritter instalou seu atelier na Alemanha, onde produziu além de inúmeras aquarelas um grande conjunto de esculturas, utilizando como material as madeiras brasileiras. Aposentado de suas funções no Brasil como professor, já não mais atado pelas obrigações cotidianas, com todo o tempo para se concentrar na produção de sua arte e após ter percorrido uma longa trajetória, Ritter pôde produzir muitas obras, e, embora as esculturas tivessem menor escala, parecem (pelas fotos que restam) ter grande plasticidade. Sua produção durante este período resultou na realização de três exposições individuais com esculturas e aquarelas. É muito, se pensar que Ritter fez apenas uma individual enquanto esteve no Brasil, na cidade de Araxá. As obras produzidas por Ritter nesse período alemão não retornaram com o artista ao Brasil.

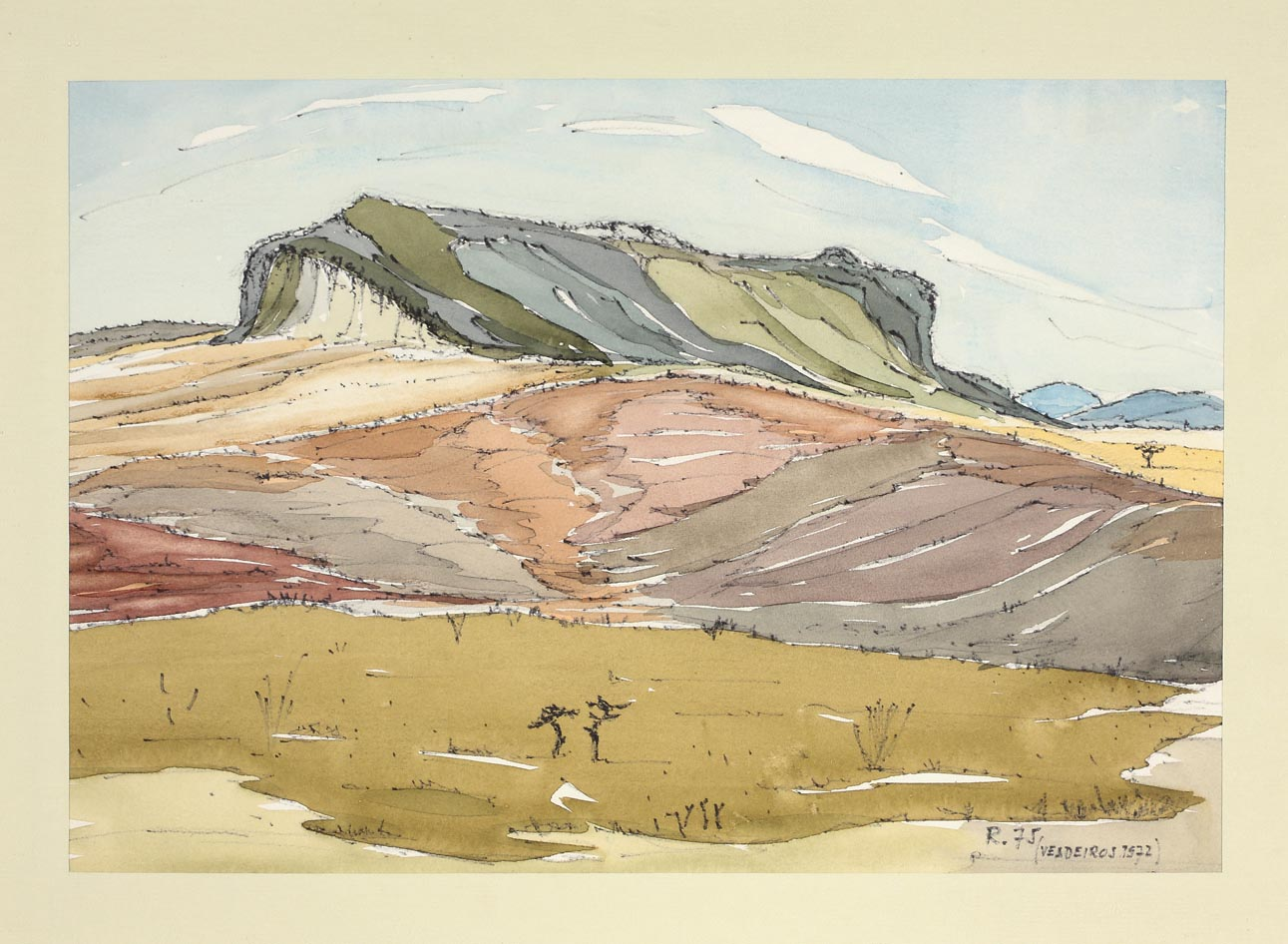
Chapada dos Veadeiros. Aquarela

## Contribuições de Gustav Ritter para a arte em Goiás
A participação pioneira de Gustav Ritter como artista e como professor foi de capital importância no processo de criação do circuito de artes plásticas em Goiás. Teve atuação relevante na fundação da Escola Goiana de Belas Artes (1952) e, quando uma dissidência da EGBA fundou a Faculdade de Belas Artes de Goiás (1962), Ritter se agregou ao grupo de reformadores que criariam o germe da atual Faculdade de Artes Visuais da UFG.
Professor fundador de duas escolas de arte de nível superior, sua sólida formação cultural o permitiu estruturar com qualidade o ensino das linguagens, métodos e técnicas tridimensionais em Goiás. Ritter foi sem dúvida o mestre que formou as primeiras gerações de escultores (e até de pintores) da cidade. Foi o orientador das escultoras Maria Guilhermina (1932) e Ana Maria Pacheco (1943), que posteriormente desenvolveram suas carreiras com importantes conquistas, a primeira para além do meio de arte goiano e a segunda na Inglaterra. Fora do campo da escultura, sua influência pode ser observada também na produção do pintor Cléber Gouveia (1942-2000), no período entre o final dos anos 60 e início dos anos 70.
Ritter foi sem dúvida o artista mais preparado a trabalhar na estruturação do meio de arte em Goiânia. Contribuiu com suas ideias para consolidar a linguagem moderna na produção dos jovens que emergiam no cenário goiano. 
A obra de Gustav Ritter é potente e sobreviveu ao desconhecimento público por três décadas. O interesse contemporâneo por ela ocorre porque foi construída de maneira sólida e honesta, com embasamento teórico e entrega ao ofício, e logrou de fato criar uma interpretação singular da paisagem goiana e brasileira.
Gustav Ritter foi homenageado em Goiás ao dar nome à principal escola de artes do Estado (Centro Cultural Gustav Ritter), órgão da Secretaria estadual de Cultura.

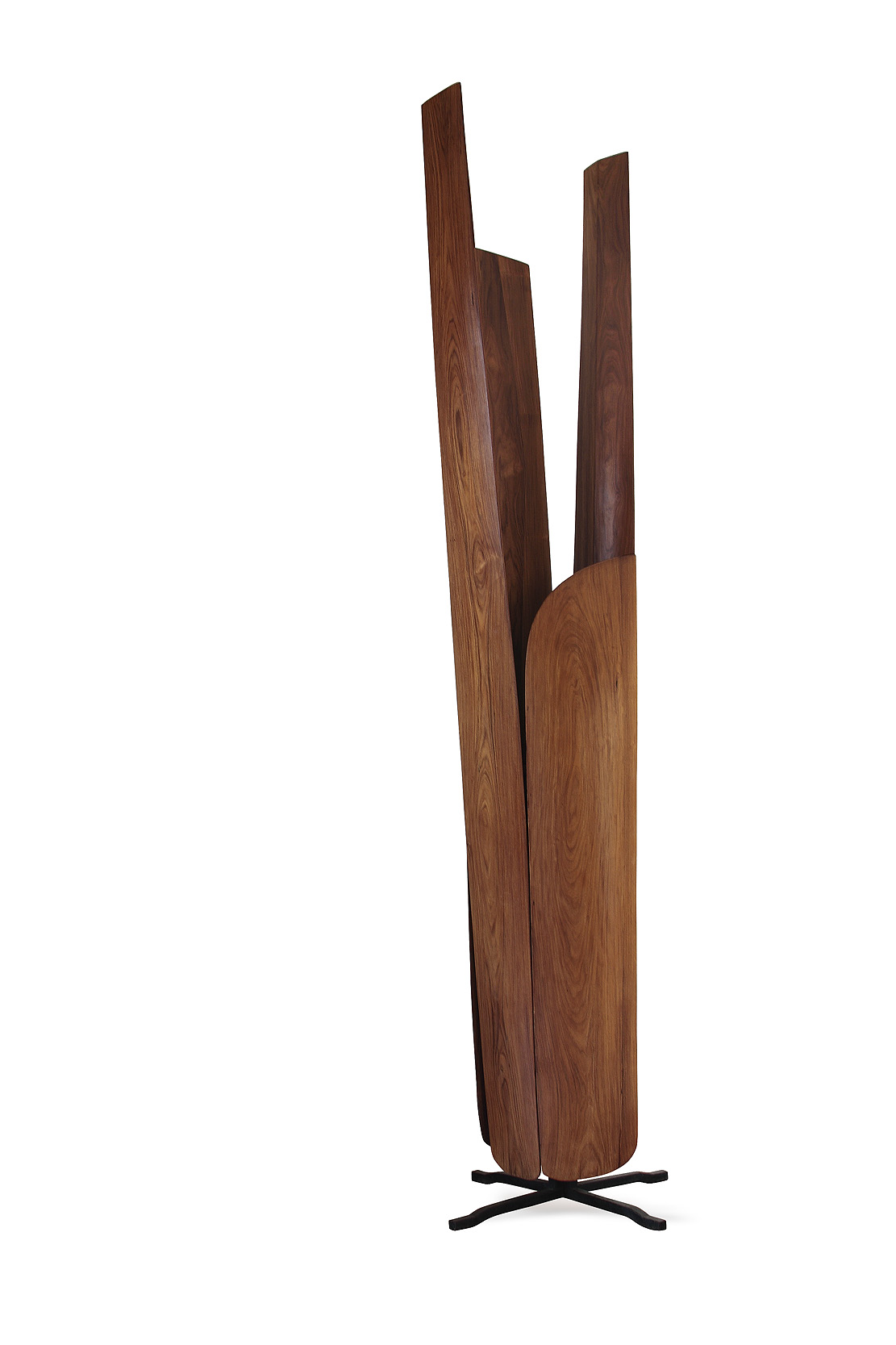
Escultura em pau-brasil